# Bellevue Strand
Bellevue Strand er en strand ved Øresund i den nordlige del af København. Stranden besøges årligt af 500.000 mennesker. Stranden er ca. 700 m lang og 20-40 m bred. Den er kunstigt anlagt i 1932 og blev designet af den danske arkitekt Arne Jacobsen med bl.a. livreddertårne, badekabiner og iskiosker. De fleste af bygningerne er dog siden blev fjernet.
Strandbadet er fredet.
I juni 1989 spillede det danske poprockorkester Shu-Bi-Dua en koncert på stranden, hvor der kom 50.000 og 100.000 mennesker. Til koncerten var der opført en scene midt på Staunings Plæne, således folk kunne sidde rundt omkring ned til vandet.

## Eksterne links
- Hjemmeside for Bellevue Strand Arkiveret 26. marts 2017 hos  Wayback Machine

55°46′40″N 12°35′32″Ø / 55.77778°N 12.59222°Ø